# よゐこのアキパラ
よゐこのアキパラ（よいこのあきぱら）とはアール・エフ・ラジオ日本で放送されていたラジオ番組。

## 出演者
- よゐこ（有野晋哉、濱口優）

## 放送時間
- 2006年4月4日 - 6月27日 火曜日24：00 - 24：30（第1回 - 第13回）
- 2006年7月4日 - 2008年7月29日 火曜日23：30 - 24：30（第14回 - 最終回）

## 番組内容
アキバ人によるアキバ人の為の秋葉原情報バラエティラジオ番組。番組開始当初の番組名は「アキ☆パラ～アキバ☆パニック☆パラダイス～」であったが、アキ☆パラ～アキバ☆パニック☆パラダイス～という正式番組名は数回しかコールされていない。また、2006年10月改編以降のタイムテーブルには「よゐこのアキパラ」と表記されている。
秋葉原の情報番組ということで、秋葉原の駐車場情報など秋葉原に特化したローカル情報と、秋葉原にあるフィギアショップのランキングに連動したトークが中心。
当初番組でのプレゼントは、番組内で取り上げ実際よゐこの二人が番組内で使用したものをプレゼントすることが多く、そのためほぼ毎週のようにプレゼントがあったが、徐々に時々来るゲストに関するものになった。
番組制作会社は株式会社4-D.Apex
2006年4月4日に初回放送。当時は30分番組であったが、同年7月4日（第14回放送）より1時間放送となる。
翌週の第15回放送よりラジオドラマ「女流覇王への道」開始。ラジオドラマ終了後も放送は1時間のままであったため、徐々によゐこのフリートークが占める割合が高くなった。
2008年6月10日（第115回放送）より、有野が肺膿瘍で入院したため休養。有野は翌月の7月8日（第119回放送）で復帰。
2008年7月22日（第121回放送）にて、通常の番組改編期から外れる翌週で番組が最終回であることを発表。7月29日（第122回放送）をもって終了した。

## 中波ラジオ以外の媒体
2006年7月からは放送と同じ週の金曜日からポッドキャストにてネット配信が行われるようになった。
配信は一定期間が過ぎると古いものから削除されていくようになっているが、番組のサポーターズクラブ会員（有料）が見ることができるサポーターページにて、削除後の放送が再配信されていた。
2006年10月3日のホームページリニューアルにともない、ポッドキャストと同じものがMP3形式のファイルでも配信が開始された。
また、過去分の放送はアキパラモバイル（携帯電話向けのサイト）でも配信されており、月額315円で聞くことができた。アキパラモバイルは、ソフトバンクが2007年4月2日から、auが2007年4月5日から公開されている。
2009年8月末をもって公式ホームページが更新休止に伴い、サポーターズクラブも終了した。そのため、過去分の再配信も終了した。

## コーナー
アキパラBOX
番組に届いている意見、感想などを紹介していくコーナー。いわゆる「ふつおた」のコーナー。
日本萌え党宣言
「日本萌え党」の党首である有野と秘書の濱口が、党員であるリスナーから「萌え」にまつわる投稿を募集し紹介するコーナー。
当初は萌える事柄を募集し有野が「萌え度」を判定するコーナーだったが、その後様々なジャンルの境界線を募集するコーナーに転換していった。
勝手にピックアップ
話題の新作フィギュアやゲームの情報を紹介する。紹介する題材にまつわるゲストを迎えて行われる場合がある。
あみあみランキング
番組スポンサーであるホビーショップ「あみあみ」の売り上げランキングを紹介するコーナー。
今週のアキパラニュース
秋葉原にあるカレー店についてや、駐車場の状況、自販機の様子など、アキバ文化に関する内容にこだわらず秋葉原に関する情報を紹介する。
聞けば得する トクパラ情報
聞けば聞くほど得をする、アキバの買い物イベント情報を紹介する。

## ミニ番組
女流覇王への道
セガ（後のセガ・インタラクティブ）のネットワーク対戦ゲーム「三国志大戦」をモチーフにしたラジオドラマ。主人公の女性が覇王を目指す。（全12回、第15回～第26回放送内にて）